# Passionels Tagebuch
Passionels Tagebuch ist ein deutscher Kriegs-Stummfilm von 1916 mit propagandistischer Ausrichtung. Regie führte Louis Ralph, der auch die Hauptrolle des französischen Landwehrmannes Michel Passionel verkörperte.

## Handlung
Erster Weltkrieg, 1914/15. Zwischen deutschen und französischen Truppen kommt es im Norden Frankreichs zu heftigen Gefechten. Der junge Franzose Michel Passionel erlebt an diversen Frontabschnitten wie nahe Arras, im Argonnerwald und bei Verdun die Hölle des Tötens. Wie viele seiner Landsleute wird all sein soldatischen Handeln von brennendem Hass gegen den deutschen „Erbfeind“ bestimmt. Doch als er durch eine Kriegswendung die Deutschen näher kennenlernt, wandelt sich seine Einstellung zu dem Feind. Seine Tagebucheinträge, die er seit seinem Einsatz im Felde führt, geben beredt Auskunft über diesen Einstellungswandel, wie er “vom glühenden Chauvinisten und Deutschenhasser allmählich zum Freunde und Verehrer Deutschlands wird, dessen ergreifende „Letzte Gedanken“ der Liebe für dieses feindliche Land gelten, dem seine Erkenntnis und Ueberzeugung nach dereinst die Liebe der Welt gehören werde.”

## Produktionsnotizen
Passionels Tagebuch entstand unmittelbar nach dem Erscheinen der von Willy Norbert bearbeiteten, gleichnamigen Tagebucheinträge, die 1915 vom Vita Deutsches Verlagshaus Berlin herausgebracht worden waren. Sie trugen den Untertitel „Hinterlassene Papiere eines gefallenen französischen Landwehrmanns“. Der Fünfakter passierte im September 1916 die Zensurprüfung und wurde wohl wenig später uraufgeführt. Der Film diente im Wesentlichen dazu, ein positives Bild der Deutschen seitens der Kriegsgegner (in diesem Falle Frankreich) zu zeichnen. 
Emil Jannings spielte hier eine seiner frühen Filmrollen, die in diesem speziellen Fall noch relativ klein war.